# 395124 Astonepia
395124 Astonepia è un asteroide della fascia principale. Scoperto nel 2009, presenta un'orbita caratterizzata da un semiasse maggiore pari a 2,212091 UA e da un'eccentricità di 0,089626, inclinata di 4,082570° rispetto all'eclittica.